# 马克斯·雷格
约翰·巴普蒂斯特·约瑟夫·马克西米连·雷格（德語：Johann Baptist Joseph Maximilian Reger；1873年3月19日—1916年5月16日），德国后浪漫主义古典音乐作曲家。
雷格拥有极高的和声和复调技巧，其作品多数结构严谨，形式复杂，常常采用变奏曲式。雷格一生崇敬巴赫和勃拉姆斯，在管风琴和无伴奏弦乐器作品中继承了巴赫精神，其他作品则受勃拉姆斯的影响显著。雷格在生前名声显赫，其作品在欧洲各地大量演出。由于其音乐过于晦涩难解，而且他反对标题音乐，爱采用“纯”音乐形式创作，他的大部分作品如今鲜为人知。

## 生平
雷格生于巴伐利亚州的布兰德，早年曾随著名音乐学家、音乐理论家里曼学习，后曾任教于威斯巴登音乐学院，慕尼黑皇家音乐学院，莱比锡音乐学院，并任迈宁根宫廷乐队指挥。1916年在旅行演出途中逝世于莱比锡。

## 其它

### 雷格音樂節
每年三月期間，在德國波昂舉辦為期一週的「雷德音樂節」（Max-Reger-Tage），活動由波昂的雷格協會所主辦，邀集各方演奏家，演奏雷格的各式作品。

## 外部連結
- Max Reger的免费乐谱，由国际乐谱典藏计划提供
- 公有領域聲樂檔案館上马克斯·雷格的作品
- 马克斯·雷格的樂譜，来自乌托邦计划
- 互联网档案馆中马克斯·雷格的作品或与之相关的作品
- Max Reger Portrait （页面存档备份，存于） at RAI Radio
- Max Reger: Werkausgabe （页面存档备份，存于） by Carus-Verlag
- Aus der Jugendzeit Op. 17 at University of Toronto, Robarts Library
- Max Reger （页面存档备份，存于） Deutsche Biographie（德文）
- Max-Reger-Portal （页面存档备份，存于） maxreger.info
- The Max Reger Foundation of America, New York City （页面存档备份，存于）
- Max Reger Archive （页面存档备份，存于） Meiningen（德文）
- Max Reger （页面存档备份，存于） by Carus-Verlag
- Max Reger on bach-cantatas.com （页面存档备份，存于）
- Piano recital without Pianist or Max Reger plays Max Reger
- Max Reger zum 100. Todestag MDR
- The portal for the Reger-year 2016 reger2016.de
- Jürgen Schaarwächter: Monumental verinnerlicht / Zwischen Romantik und Moderne: Max Regers Bedeutung für die evangelische Kirchenmusik （页面存档备份，存于） zeitzeichen.net（德文）